# Wageten
Der Wageten ist ein 1755 m ü. M. hoher Gipfel der Schwyzer Alpen im Schweizer Kanton Glarus. Er grenzt mit dem Brüggler das Niederurnertal vom Oberurnertal ab. Der Nordhang ist von Felsen geprägt und der Südhang ist teils bewaldet.
Durch das östlich liegende Niederurnen führt die sechste Etappe des Alpenpanorama-Wegs.

## Lage
| \| \| |
|       |

Lage des Wageten in den Schwyzer Alpen (links)
und in den Alpen (rechts in der Box).

## Nachweise
1. 1 2  Lage & Höhe bei «geo.admin.ch».
2. 1 2  Lage & Beschreibung bei «ortsnamen.ch».